# Sonja Sjöström

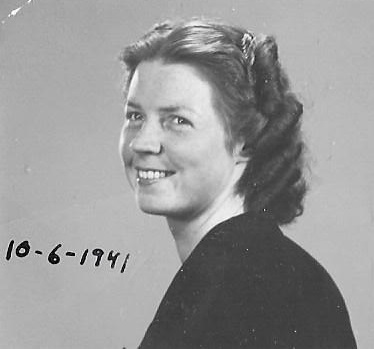
SonjaSjporträtt

Sonja Maria Sjöström, född 14 augusti 1916 i Säter, död 22 mars 1994 i Enskede, var en svensk målare och tecknare.
Hon var dotter till fabrikören Johan Edvard Larsson och Edit Maria Pettersson och från 1941 gift med notarien Nils Erland Sjöström. Hon studerade konst för Johan L Hedman i Vigge, Jämtland under några år i slutet av 1940-talet och vid Otte Skölds målarskola 1948 samt Signe Barths målarskola 1955–1959 och under studieresor till Frankrike, England och Tyskland. Hon medverkade i Liljevalchs höstsalonger och samlingsutställningar på länsmuseet i Östersund. Hennes konst består av landskap, figurmotiv och porträtt i olja, pastell eller akvarell. Som tecknare medverkade hon i den jämtländska dagspressen.